# 金玟哉
金 玟哉（キム・ミンジェ、朝: 김민재、英: Kim Min-jae、1996年11月15日 - ）は、大韓民国・慶尚南道統営市出身のサッカー選手。ブンデスリーガ・FCバイエルン・ミュンヘン所属。韓国代表。ポジションはDF。

## 経歴
延世大学校を経て、2016年7月1日、ナショナルリーグ（3部）の慶州韓国水力原子力FCに加入した。
2016年12月22日、Kリーグ1の全北現代モータースに移籍した。2017シーズンは29試合に出場し2ゴールを記録。チームのKリーグ優勝に貢献しKリーグ若手選手賞を受賞し、さらにはKリーグベストイレブンにも選出された。
2018シーズンは全北のAFCチャンピオンズリーグへの出場禁止が解け、2月13日の柏レイソル戦でACLデビューを果たした。
2019年、欧州リーグへの移籍が噂されていたが、所属チームと欧州クラブとの間で移籍金額の交渉が合意に至らず、1月29日に中国スーパーリーグの北京国安足球倶楽部に移籍した。
2021年8月13日、4年契約でスュペル・リグのフェネルバフチェSKに移籍。

### SSCナポリ
2022年7月27日、セリエAのSSCナポリへ移籍。チェルシーFCへ移籍したカリドゥ・クリバリの後釜としてレギュラーに定着し、デビューから2戦目となったACモンツァ戦でセリエA初ゴールを決める など、9月にはアジア人初のセリエA月間最優秀選手賞を受賞した。DF面ではMVP級の活躍を見せ、33年ぶりとなるセリエA優勝に貢献した。

### バイエルン・ミュンヘン
2023年7月19日、アジア人歴代最高額の移籍金となる5,000万ユーロ（78億円）で、ブンデスリーガのFCバイエルン・ミュンヘンに移籍した。背番号は3。2028年6月30日までの5年契約となる。シーズン前半は主力として出場していたが、シーズン後半戦はエリック・ダイアー、マタイス・デ・リフトのコンビが確立されたことで出場機会は多くなかった。
2024-25シーズン、シーズン当初はウパメカノとのコンビが不安視されていたが、コンパニが新指揮官になったことでパフォーマンスは向上し、主力として活躍した。シーズン途中には、7試合連続無失点も記録した。後半戦は、前半戦の酷使による負傷を抱えながら出場を続けるも、チームのブンデスリーガ優勝に貢献した。

## 代表経歴
2017年8月31日のイラン代表戦で、韓国代表デビューを果たした。
2018年アジア競技大会のメンバーに選出され、優勝したことで兵役を免除された。
2019年1月に行われた、AFCアジアカップの韓国代表メンバーに選出され、大会では2得点を決めた。
2022年、カタールワールドカップのメンバーに選出された。本大会では3試合に出場し、ベスト16入りに貢献した。

## プレースタイル
やや判断力に欠ける時があるが、空中戦の強さや対人守備、屈強なフィジカル、スピードなどがイタリアで高く評価されている。ビルドアップはやや苦手だが、時折みせるロングフィードは魅力の一つ。

## 代表歴

### 出場大会
- 韓国代表
  - 2022 FIFAワールドカップ

### 試合数
- 国際Aマッチ 55試合 4得点（2017年-）[15]

| 韓国代表 | 国際Aマッチ | 国際Aマッチ |
| 年       | 出場        | 得点        |
| -------- | ----------- | ----------- |
| 2017     | 2           | 0           |
| 2018     | 10          | 0           |
| 2019     | 18          | 3           |
| 2020     | 0           | 0           |
| 2021     | 8           | 0           |
| 2022     | 9           | 0           |
| 2023     | 8           | 1           |
| 2024     |             |             |
| 通算     | 55          | 4           |

## タイトル

### クラブ
全北現代モータース
- Kリーグ1：2回（2017, 2018）

ナポリ
- セリエA（2022-23）

バイエルン・ミュンヘン
- ブンデスリーガ（2024-25)

### 代表
U-23韓国代表
- アジア競技大会（2018）

韓国代表
- EAFF E-1サッカー選手権（2019）

### 個人
- Kリーグ年間ベストイレブン：2回（2017, 2018）
- スュペル・リグ年間ベストイレブン (Opta the analyst選)（2021-22）
- セリエA年間ベストイレブン（2022-23）
- 欧州年間ベストイレブン (ESM選)（2022-23）
- 世界年間ベストイレブン (IFFHS選)（2023）
- Kリーグ若手選手賞（2017）
- EAFF E-1サッカー選手権 最優秀守備手（2019）
- アジア国際最優秀選手賞（2022）
- セリエA年間最優秀守備手（2022-23）
- セリエA月間最優秀選手（2022年9月）
- セリエA月間最優秀選手 (イタリアサッカー選手協会選)（2022年10月）